# آرامگاه سلطان احمد سنجر

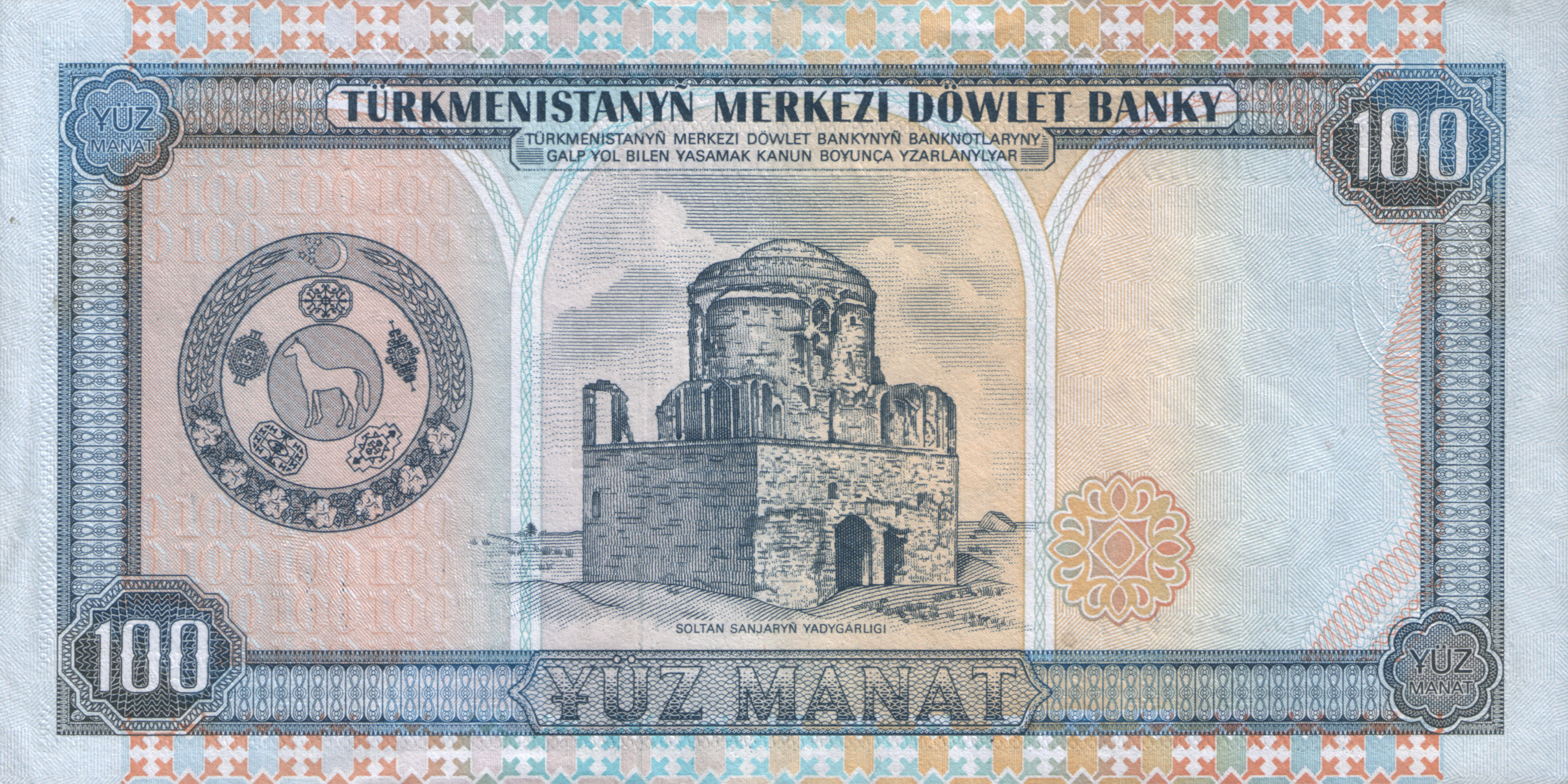
آرامگاه سلطان سنجر در اولین اسکناس ۱۰۰ مناتی ترکمنستان.

آرامگاه سلطان احمد سنجر در مرو در سال ۱۱۵۷ پس از مرگ احمد سنجر، سلطان بزرگ امپراتوری سلجوقی در مرو ترکمنستان ساخته شده‌است. گزارش شده آرامگاه محل زیارت بوده‌است.
آرامگاه سنجر به بلندی ۲۷ متر و به طول و عرض ۱۷ متر گسترده‌است. دیوارهای آن به بلندی ۱۴ متر هست و دکوراسیون خاصی ندارد. این آرامگاه قبلاً یکی از بزرگترین مقبره‌های سلجوقی بوده و یک گنبد آبی با آجر لعاب داشته‌است. آرامگاه سنجر بخشی از یک مجموعه بزرگتر و متشکل از یک مسجد و قصر بوده و دارای یک حیاط وسیع است.
این بنا دارای یک اشکوب هشت‌ضلعی است که روی تالاری مربع قرار گرفته لیکن دهلیزی تزئینی که در آن پنجره‌های زاویه‌ای باز می‌شود پنهان گشته است.بر روی اشکوب هشت‌ضلعی یک اشکوب مدوّر مزیّن به طططاقهای برجسته وجود دارد که روی آن گنبد واقع شده است.

## حمله مغول
در ۱۲۲۱ م، مغولان به رهبری تولی خان با حمله به مرو ۷۰۰٬۰۰۰ از مردم را به قتل رساندند و آرامگاه را آتش زدند.

## در حال حاضر
یک گزارش در سال‌های ۱۸۷۹–۸۱ آرامگاه را به صورت بنایی واقع در مرکز چهارباغ، و احاطه شده توسط مقبره‌های کوچک‌تر توصیف کرده‌است.

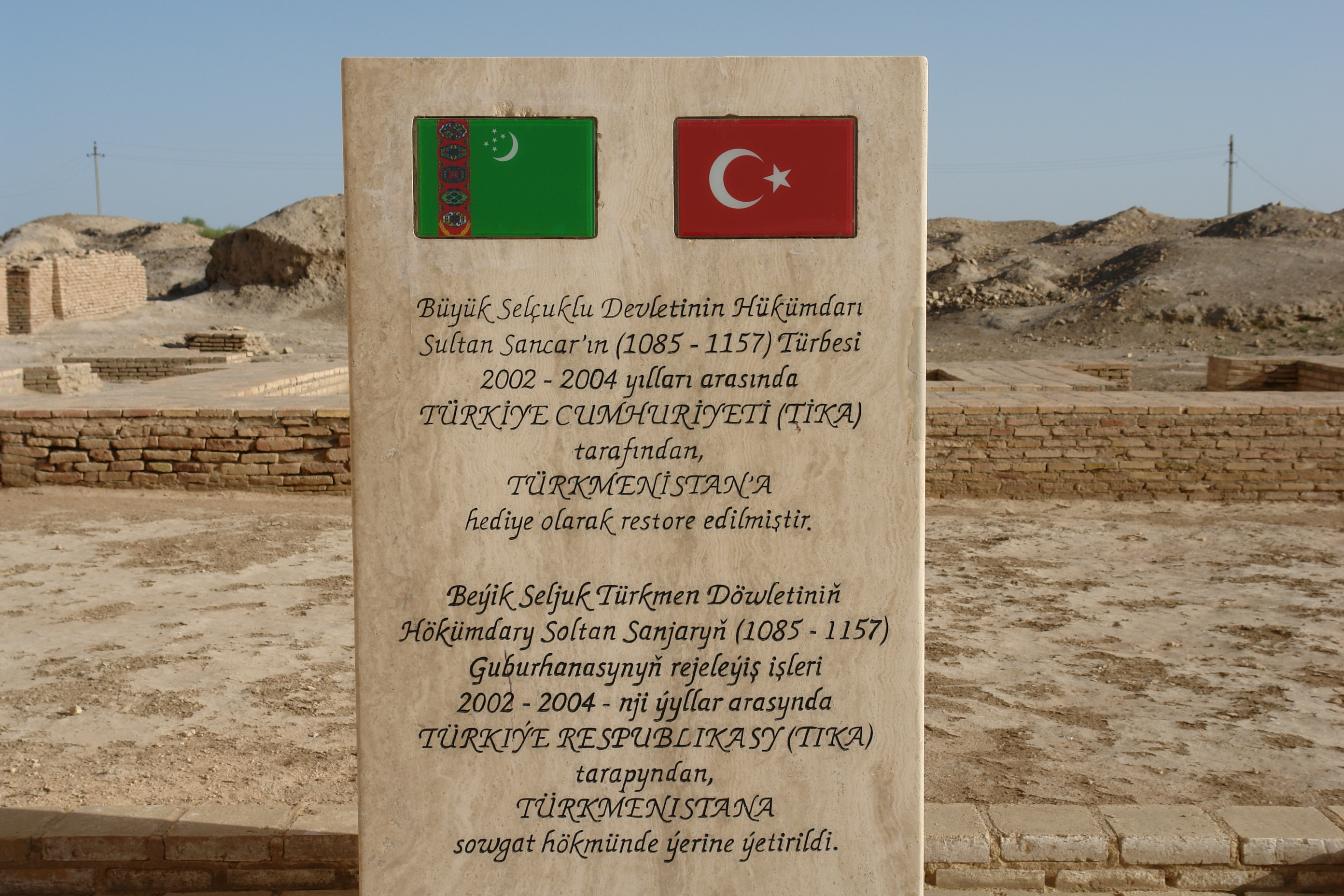
پایه سنگ مرمری به یاد اینکه آرامگاه سلطان سنجر طی سال‌های ۲۰۰۲-۲۰۰۴ توسط ترکیه بازسازی و به مردم ترکمنستان هدیه داده شده است.